# B1角座
B1角座（ビーワンかどざ）は、2004年から2008年まで、松竹芸能が演芸場そのものを保有し自主興行を行った、日本の演芸場のひとつ。

## 概要・歴史

### 開館までの歴史
元々親会社である松竹が行っていた道頓堀の劇場「角座」（1958年開館）での演芸興行に、松竹芸能は芸人を配給して興行番組を編成していたが、同劇場は1984年に閉鎖されてしまった。ホームグラウンドであった角座の閉館をきっかけに移籍・解散したコンビもいた。（若井ぼん・はやとなど）
1987年、松竹は同じ道頓堀にあった映画館「浪花座」の一部を改装して、「演芸の浪花座」という演芸場をオープンさせ、演芸興行を続けていた。松竹芸能は角座時代と同様に芸人を配給し、興行番組を編成していた。しかし、これも劇場の老朽化や興行成績の低下などから、2002年1月に閉館され、敷地もろとも第三者に売却されてしまった。　（その後パチンコ機器メーカー『サミー工業』が買取り『サミー戎プラザ』を同地に建てたが、数年後閉場し、再度取り壊された。さらにパルコが『道頓堀 ZERO GATE』を建設し、現在に至る。）
このため、松竹芸能は2002年4月から道頓堀にあるパチンコ店「四海樓道頓堀店」4階の小ホール「ミナミのど真ん中ホール」を賃借して、演芸興行を行っていた。

### 開館後の歴史
しかし、昔の角座を復活させたいと、道頓堀に2004年1月1日、旧「角座」があった「角座ビル」の地下1階飲食店跡に、小さな演芸場をオープンさせた。「B1角座」という名前の由来はここからきている。客席数は150席（公称）。昼は若手からベテランの漫才師、音曲漫談家、落語家、手品師などが出演する寄席が、夜は若手芸人が出演のお笑いライブが行われた。ケーブルテレビ等で放送されているバラエティ番組「わらいのちから」の収録場所でもあった。
2008年4月に松竹芸能は、角座ビルの再開発を理由に、2008年5月31日をもっての閉館を正式に発表した。その数年前から、角座ビルの老朽化を根拠に「B1角座」の早晩の閉館が幾度か噂にのぼっており、実際に2006年3月には夕刊フジが角座ビル全体の閉鎖を報じたが、その際松竹芸能側は事実に反する旨の抗議及び声明を行い、後日夕刊フジ側は紙面に訂正文を掲載した。また2007年1月には、階上にあった映画館の閉鎖を受け、映画館跡を演芸場に改装して、移転拡大する計画が一旦発表されたが、後に映画館跡の構造上の問題が判明したため、同年4月に計画を断念した。結局2008年2月に入り、松竹から演芸場移転の要請があったことが明らかとなり、この時点で既に松竹芸能は同年5月末での閉館を示唆していた。
2008年5月31日、正司敏江・玲児がトリを務めた昼間の寄席興行と、オールナイトイベントとして行われたライブ「ジョンメロン～最後は角座に大集合～」をもって、「B1角座」は僅か4年5ヵ月の歴史に幕を下ろした。
松竹芸能は2008年7月5日より「STUDIO210」（旧「通天閣歌謡劇場」）に本拠を移し、毎週土曜日と日曜日に昼夜の演芸興行を行ったが、ほぼ毎日興行を行っていた従前に比べれば、実質的に縮小となってしまった。
2013年7月28日、松竹芸能は角座ビル跡地を取得したケンズネットワークから、跡地に建設された複合施設を賃借する形で「松竹芸能 DAIHATSU MOVE 道頓堀角座」を開場。5年2か月振りに道頓堀での演芸興行を復活させた。

## 角座・浪花座との相違点
角座・浪花座とも、経営主体は親会社の松竹であり、松竹芸能は寄席番組の編成権など演芸一切を任されてはいたが、基本的には所属芸人を劇場に提供する立場にとどまっており、興行そのものは松竹の手によって行われていた。ここがライバル・吉本興業と異なるところである。したがって、松竹芸能に継続の意志があっても、松竹本社が見限れば演芸興行を断念せざるを得なかった。その点、松竹芸能が自主興行を行ってきたB1角座は、演芸興行を柔軟に行うことが可能であった。